# Kerer
Kerer är i grekisk mytologi dödens eller egentligen de våldsamma dödssättens gudinnor. Hos Hesiodos nämns på ett ställe blott en ker, nattens dotter och syster till döden, Thanatos och ofärden, Moros, men  på andra ställen omtalas flera sådana. Hos Homeros och andra skalder uppträder kererna vanligen i flertal. Kererna befinner sig främst i stridernas vilda tumult, där de, i blodig klädnad stormar fram vid sidan av Eris och Kydoimos, splitets och stridsvimlets gudamakter, för att rycka till sig de fallna och med varandra kämpa om liken. Ofta likställs de med moirerna, ödets, eller med erinyerna, blodshämndens gudinnor.